# 서울 안양암 지장시왕괘불도
안양암 지장시왕괘불도(安養庵 地藏十王掛佛圖)는 서울특별시 종로구 창신동, 안양암에 있는 일제강점기의 불화이다. 2004년 9월 30일 서울특별시의 문화재자료 제16호로 지정되었다.

## 개요
괘불(掛佛)이란 옥외에서 법회를 할 때 밖에 내어 걸고 의식을 행하는 걸개 그림 형태의 불화를 말한다. 안양암 지장시왕괘불은 지장보살을 중심으로 좌우에 도명존자, 무독귀왕, 시왕들까지 묘사한 지장시왕도를 괘불 형식으로 그린 그림으로 현재까지 발견된 우리나라 유일의 지장시왕괘불이다. 화기에 의하면 1930년 고산당(古山堂) 축연(竺演)에 의해 제작되었다.
이 작품은 상단에 지장보살(地藏菩薩)을 크게 그린 후 좌우에는 6도(六途)의 모습과 도명존자(道明尊者)․무독귀왕(無毒鬼王) 등 협시상(脇侍像)을 그리고 대좌 아래에 홀(笏)을 든 시왕(十王)이 일렬로 죽 늘어선 모습을 그렸으며, 그 아래에는 성곽을 둘러 상하를 구분한 후 지옥의 여러 장면을 표현하고 있다. 마치 지장보살도(地藏菩薩圖)와 시왕도(十王圖)를 한 폭으로 결합한 듯한 도상을 보여주고 있다. 붉은색과 녹색, 군청색이 주조색으로 사용되었다.
이 그림에도 그림 위와 아래로 다음과 같은 기록이 있어 제작연대, 제작자, 봉안장소 등을 알 수 있게 한다.

<상단>

怖果紐因 慕果修因
<하단>

化主 淸信女趙氏一心行 李氏萬善華 宋氏坮性心 趙菩薩 金氏明心行 高喜昌 林氏壬子生 金桂蓮 閔氏極樂生 李氏普 相月 安氏普明佛 林氏大仁心 安氏安樂行 金氏大慈月 金氏明德心 金氏明心行 朴氏慈性月 閔 氏光明心 權氏觀音性 吳氏極樂心 朴氏新道行 魯氏廣道行 林氏天明華 崔氏己丑生 宋貞淑 金氏大
海月 文氏癸酉生 白氏香道心 鄭漢植 崔氏上品上生華 崔氏大性覺 申氏光明心 利氏明善華 朴氏大行月
崔氏萬德心 林氏大慈行 金氏萬行圓 李氏正慧華 李氏淸淨行 朴氏蓮心月 柳氏慈仁行 南氏正圓覺 李氏普相月 姜氏能仁行 方氏功順月 朴氏慈性月 李氏上品行 金氏法華相 金氏乙酉生 白氏白蓮華 金氏法□雲 姜氏蓮上品 秋氏己丑生 會主 比丘 能相 慧鏡 證明 比丘 淨如 蓮湖 持殿 比丘 師賢 玄覺 誦呪 比丘 喜堅 錦雨 金魚 比丘 竺演 古山 化主 比丘 孝信 養鶴 都監 信士 晩性 泰榮 別座 沙彌 淨志 定相 鐘頭 沙彌 德相 茶角 沙彌 正一 供司 比丘 東秀 月庵 汲水 信士 尹東賢 書記 信士 李貞洙 佛紀二千九百五十七年庚午六月六日 京城府昌信洞壹參0番地 三角山 安養庵 住持 李太俊 淸信女李氏性德行 金氏悟眞行 金氏實 相行 韓氏菩提行 崔氏金剛水 金氏蓮華行 李氏正觀心 朴氏善心華 朴氏大善華 金氏上品願 金氏法慧月 李氏正德行 崔氏寶蓮行 金氏大性心 劉氏眞如心 安氏癸酉生 朴氏慧雲行 崔氏淸淨行 鄭氏法輪行 朴氏永善行 朴氏上生華 趙氏福慧心 李氏大願行 崔氏益盛心 金氏金輪行 金氏大願行 盧
氏發心日

괘불의 경우는 통상 영산회상도(靈山會相圖)를 그린 경우가 많다. 지장시왕 괘불의 경우는 예수재(預修齋) 때 지장시왕도를 걸고 재(齋)를 지냈다는 기록은 있지만 그동안 실물이 없어 그 존재를 확인할 수가 없었다. 따라서 이 작품은 현재까지 알려진 우리나라 유일의 지장시왕괘불이라 할 수 있다. 이와 같이 우리나라에서 현재까지 발견된 유일한 지장시왕괘불이고 도상에서도 지장보살도(地藏菩薩圖)와 시왕도(十王圖)를 한 폭으로 결합한 듯한 매우 특징적인 도상을 보여주지만 제작연대가 1930년으로 시기적으로 약간 늦어 서울시 문화재자료로 지정한다.

## 참고 자료
- 안양암 지장시왕괘불도 - 국가유산청 국가유산포털